# Blégny
Blégny är en kommun i Belgien.   Den ligger i provinsen Liège och regionen Vallonien, i den östra delen av landet, 100 kilometer öster om huvudstaden Bryssel. Antalet invånare är 13 147.
Omgivningarna runt Blégny är en mosaik av jordbruksmark och naturlig växtlighet. Runt Blégny är det tätbefolkat, med 343 invånare per kvadratkilometer.